# Athiémé
Athiémé este un oraș din departamentul Mono, Benin. Are 220 km².